# Juan G. Sanguin
Juan G. Sanguin, né en 1933 et mort 7 janvier 2006, était un astronome argentin.

## Biographie
Il fut chargé des programmes d'étude et de recherche sur les planètes mineures et les comètes au complexe astronomique El Leoncito, pendant plus d'un quart de siècle.
Il est connu pour la découverte de la comète périodique 92P/Sanguin.
L'astéroïde de la ceinture principale (5081) Sanguin est nommé d'après lui.